# 马娅·涩谷
马娅·治美·涩谷（英語：Maia Harumi Shibutani，1994年7月20日—）生于纽约州纽约，是一名日裔美国女子花样滑冰运动员，主攻冰舞项目。她的搭档是其哥哥亚历克斯·涩谷。她的父母都有日本血统。马娅和亚历克斯在1998年开始练习花样滑冰。两人在2004年春开始搭档。